# 第53屆威尼斯影展
第53屆威尼斯影展（義大利語：56ª Mostra internazionale d'arte cinematografica di Venezia），於1996年8月28日至9月7日於義大利威尼斯舉辦，評審團主席則由波蘭/法國導演羅曼·波蘭斯基擔任。

## 評審團
- ／羅曼·波蘭斯基：導演。(評審團主席)
- 保羅·奧斯特：作家。
- 蘇萊曼·西塞（英语：Souleymane Cissé）：導演。
- 莫利奈·森：導演。
- 卡利斯托·科蘇里奇（英语：Callisto Cosulich）：影評人。
- 安杰丽卡·休斯顿 ：演員。
- 安東尼奧·斯卡爾梅達（英语：Antonio Skármeta）：作家。

## 官方單元

### 正式競賽
| 片名                   | 原文片名                         | 導演              | 製作國                                 |
| ---------------------- | -------------------------------- | ----------------- | -------------------------------------- |
| 《輕狂歲月》           | Basquiat                         | 朱利安·許納貝     | 美国                                   |
| 《強盜》               | Brigands, chapitre VII           | 奧達·伊奧塞里安尼 | 法國、 俄羅斯、 義大利、 瑞士、        |
| 《卡拉之歌》           | Carla's Song                     | 肯·洛區           | 英国                                   |
| 《失蹤紀年》           | سجل اختفاء                       | 伊利亞·蘇萊曼     | 巴勒斯坦、 以色列、 美国、 德国、 法國 |
| 《永遠的莫札特》       | For Ever Mozart                  | 尚盧·高達         | 法國、 瑞士                            |
| 《江湖白事》           | The Funeral                      | 阿貝爾·費拉拉     | 美国                                   |
| 《男人女人：戀愛手冊》 | Hommes, femmes, mode d'emploi    | 克勞德·雷路許     | 法國                                   |
| 《雨中的伊蓮娜》       | Ilona llega con la lluvia        | 塞吉歐·卡布列拉   | 哥伦比亚、 義大利、 西班牙             |
| 《園遊會》             | Party                            | 曼諾·迪·奧利維拉  | 葡萄牙、 法國                          |
| 《神聖寂靜》           | Pianese Nunzio, 14 anni a maggio | 安東尼奧·卡布阿諾 | 義大利                                 |
| 《悲憐上帝的小女兒》   | Ponette                          | 賈克·杜瓦雍       | 法國                                   |
| 《豪情本色》           | Michael Collins                  | 尼爾·喬丹         | 英国、 爱尔兰、 美国                   |
| 《深深腥紅》           | Profundo Carmesí                 | 阿圖洛·瑞斯坦     | 墨西哥                                 |
| 《太平．天國》         | 《太平．天國》                   | 吳念真            | 臺灣                                   |
| 《怪胎》               | Der Unhold                       | 沃克·施隆多夫     | 德国、 法國、 英国                     |
| 《快走維斯納》         | Vesna va veloce                  | 卡羅·馬沙庫拉堤   | 義大利                                 |

## 得獎名單

### 正式競賽單元
- 金獅獎：《豪情本色》 - 尼爾·喬丹
- 評審團特別獎：《強盜（法语：Brigands, chapitre VII）》 - 奧達·伊奧塞里安尼
- 最佳男演員獎：連恩·尼遜 - 《豪情本色》
- 最佳女演員獎：維克托埃爾·基維索爾（法语：Victoire Thivisol） - 《悲憐上帝的小女兒》
- 最佳配角獎：克里斯·潘恩（英语：Chris Penn） - 《江湖白事》
- 金奧薩拉獎
  - 帕斯·愛麗莎·加希亞迪亞哥（西班牙语：Paz Alicia Garciadiego）(劇本) - 《深深腥紅（西班牙语：Profundo Carmesí）》
  - 大衛·曼斯費爾德（英语：David Mansfield）(原創音樂) - 《深深腥紅（西班牙语：Profundo Carmesí）》
  - 莫妮卡·奇里諾斯([Mónica Chirinos] 错误：{{Lang-xx}}：无效参数：|nolink=（帮助）) 
 瑪麗莎．皮卡尼斯([Marisa Pecanins] 错误：{{Lang-xx}}：无效参数：|nolink=（帮助）) - 《深深腥紅（西班牙语：Profundo Carmesí）》

### 會外獎項
- 費比西國際影評人獎：《悲憐上帝的小女兒》 - 賈克·杜瓦雍（法语：Jacques Doillon）

## 外部連結
- 官方网站